# Amelia del Castillo
Amelia del Castillo (Pinto) es la primera presidenta de un club de fútbol en España. El 15 de octubre de 1963, fundó el Club Atlético de Pinto y actualmente el campo de fútbol del municipio lleva su nombre.

## Trayectoria
Del Castillo amaba el fútbol desde niña, hasta tal punto que hizo su primera comunión con un pin del Atlético de Madrid. Comenzó su andadura en un campeonato que organizaba  el Frente de juventudes en Getafe, en el que sus amigos querían participar. Como ella era la única persona mayor de edad, fue la que se hizo cargo de las inscripciones y de llevar el equipo. Sin embargo, no pudo jugar porque estaba prohibido para las mujeres: "En los reglamentos estaba prohibido que las mujeres jugaran al fútbol, fueran entrenadoras, delegadas o árbitras, pero no decía nada de la presidencia".
Tras esa experiencia y con tan solo 18 años, fundó un equipo de fútbol en el municipio madrileño de Pinto llamado "La Flecha de Pinto", en un momento en el que las mujeres necesitaban permiso del hombre (padre o marido) para casi cualquier cosa.  Así, en 1961, se convirtió en una mujer pionera en el mundo del fútbol, ejerciendo tres funciones en el equipo: como delegada, como entrenadora y como presidenta. Pese a su espíritu combativo que estaba abriendo el paso a otras mujeres, recibía insultos en cada campo al que iba, y las madres de sus amigas las prohibían irse con ella. Aunque explica con ilusión la época en la que hizo estos avances, resultaron momentos duros por el rechazo que generaba que una mujer estuviera relacionada de esa manera con el fútbol.
Del Castillo no tenía permitido acudir a los cursillos para entrenadores por el hecho de ser mujer. Solo le permitieron asistir a las clases teóricas y, gracias a sus conocimientos de gimnasia, consiguió formarse para poder entrenar al equipo.
En 1963, para federar al equipo, necesitó buscar financiación y se le ocurrió enviar una carta a Vicente Calderón, presidente del Atlético de Madrid en aquella época, para pedirle que participase comprando una papeleta de un sorteo para una cámara de fotos que organizó el club. La sorpresa que se llevó Del Castillo fue que Calderón no solo compró todas las papeletas sino que también la recibió en persona.
A partir de ese momento, el club contó con el apoyo del Atlético de Madrid, tanto con la financiación como con el equipo médico, ayudándoles cuando se lesionaban los jugadores atendiéndoles el Doctor Ibáñez en su clínica particular de manera gratuita. También, les ayudaron con material de construcción para arreglar el campo de fútbol y así poder federarlo. Por todo  ello, Del Castillo incluyó en el nombre del club la palabra "atlético" en agradecimiento por su apoyo, siendo a partir de ese momento oficialmente Club Atlético de Pinto.
Durante esos años, Del Castillo constituyó una atracción nacional e internacional, y medios extranjeros como la CBS de Nueva York vinieron a España para entrevistarla.
En 1975, tras varios años al frente, formada la junta directiva y cuando iban a empezar a tener socios, Del Castillo se vio forzada a dimitir por el alcalde de Pinto de aquella época. La amenazó con crear otro club si no se iba, afirmando que dirigir un club de fútbol no era cosa de mujeres. Finalmente, ella puso por delante el proyecto y decidió abandonar la presidencia por el bien del club.

## Reconocimientos
El 5 de agosto de 2000, tras una recogida de firmas promovida por el entonces presidente del club, el Atlético de Pinto dio la presidencia de honor a Del Castillo y se aprobó el cambio de nombre del estadio por el de Estadio Amelia del Castillo. El 26 de febrero de 2012, Amelia es nombrada Presidenta de Honor del Club Atlético de Pinto.